# Agnes Martin
Agnes Martin (Macklin, Saskatchewan, 22 de març de 1912 - Taos, 16 de desembre de 2004) va ser una pintora minimalista canadenca, encara que ella es definia a si mateixa com una pintora expressionista abstracta.

## Biografia
Va néixer a Macklin (Saskatchewan), Canadà, l'any 1912, en una família composta per immigrants escocesos. Va créixer a Vancouver i es va mudar als Estats Units l'any 1931; adquirí la ciutadania d'aquest país l'any 1950. Va estudiar art i esporàdicament va fer classes a Nou Mèxic, Nova York i Oregon durant uns quants anys.
L'any 1957 va decidir, gràcies a una interessant proposta laboral de Betty Parsons, propietària de diverses galeries d'art, instal·lar-se a Nova York. Però, desil·lusionada amb la forma de vida de la ciutat, va tornar a Nou Mèxic l'any 1967 i es va establir en una humil cabana de tova. Va viure sola durant tota la seva vida adulta. El 1993 es va traslladar a una residència de retir, un lloc per a artistes retirats, a Taos, Nou Mèxic, on va viure fins a la seva mort, l'any 2004.

## Obra
Malgrat estar en el punt de mira de diversos artistes i productors d'art, sempre es va mantenir distanciada de la vida pública, i a vegades fins de la societat. Per això, el 1997 la revista Saturday Night la va anomenar «L'artista realitzada més desconeguda del Canadà». A la seva mort, als 92 anys, va confessar no haver llegit un diari des de feia 50 anys, ja que considerava que això li ennuvolava la ment.
L'art abstracte d'Agnes Martin s'ha exhibit en les principals galeries d'art de New York, així com en el Museu Whitney d'Art Nord-americà, a la famosa galeria d'art Tate Gallery al centre de Londres i a les sales d'exposició d'art contemporani més importants del món. Agnes Martin va crear el seu propi estil de treball, fet servir sobretot l'acrílic. En la dècada dels 1950s el seu treball va evolucionar des de l'expressionisme abstracte a un estil més personal i característic.
La major part de les seves teles estan dividides en petites cel·les quadriculades i, encara que les formes són minimalistes, reflecteixen aspectes personals i espirituals, manifestant idees taoistes. Martin preferia ser considerada una expressionista abstracta, a causa de la dimensió espiritual del seu treball. És per això que sempre es va mantenir lluny de l'intel·lectualisme, destacant només la personalitat i l'espiritualitat de l'obra. En diverses entrevistes, al final de la seva vida, Agnes Martin explica que l'objectiu principal de la simplicitat del seu art es deu al fet que només volia evocar reaccions emocionals en les seves obres.
Des que es va instal·lar a Nou Mèxic només va usar el negre, el blanc i el marró. A vegades va introduir tons pastel i grisos rentats que emprava per efectuar diferents esfumats i efectes de llum. Entre 1960 i 1962 va començar a treballar amb grafit, aquarel·la i aiguades de tinta i acrílic. Els seus primers llenços fets amb aquestes tècniques eren delicats i similars a les composicions planes de les obres de Frank Stella.
En moltes de les seves obres representa línies irregulars que recorren la trama del suport de cotó o els claus de llautó, com es pot veure a Sense títol, de 1962. L'any 1997 va rebre el premi Lleó Daurat de l'Acadèmia d'Art de Venècia. Durant els últims 50 anys, l'art d'Agnes Martin va créixer en popularitat i al final de la seva vida va ser reconeguda com una de les artistes més distingides dels Estats Units, guanyant el 1998 la Medalla Nacional de les Arts del Congrés dels Estats Units.